# Eugène Fiévet
Pour les articles homonymes, voir Fievet.
Eugène Antoine Fiévet, né le 17 février 1867 à Caudry (Nord) et mort le 30 avril 1910 dans la même ville est un homme politique français.

## Biographie
Issu d’un milieu pauvre, Eugène Fiévet devient ouvrier tulliste, comme la plupart des membres de sa famille. Militant socialiste de la fédération du Nord, il entre tôt dans la vie politique et est l'un des fondateurs, en 1890, du syndicat des ouvriers tullistes. Il fondera par la suite d’autres syndicats.
Il est élu conseiller municipal de Caudry en 1892, à l’âge de 25 ans, puis maire de Caudry en 1900 et conseiller général du Nord pour le canton de Clary en 1904.
En mai 1902 il se présente à la députation dans la 2e circonscription de Cambrai, sous l'étiquette socialiste. Arrivé en troisième position au premier tour de scrutin, il abandonne avant le deuxième tour. En mai 1906 il se présente à nouveau, le siège occupé par le député Henri Lozé se trouvant vacant à la suite de son élection au Sénat. Eugène Fiévet triomphe du républicain Seydoux au second tour avec 11 600 voix contre 11 174 à son adversaire, sur 22 968 votants. Il est inscrit au groupe du parti socialiste à la Chambre des députés et intervient en faveur des ouvriers en chômage.
En avril 1910 Fiévet est battu par Seydoux dès le premier tour de scrutin avec 10 844 voix contre 12 063. Il meurt six jours plus tard à Caudry, âgé de 43 ans.
Son fils le lieutenant Emile Martial Fiévet (24/5/1891 Caudry - 1/6/1918 Compiègne), mort pour la France, chevalier de la Légion d'honneur et croix de guerre 14/18. Citations : à l'ordre du régiment 22/03/1915 et 11/11/1915 et à l'ordre de l'armée 25/10/1916 - Adjudant le 18/07/1915, sous-lieutenant de réserve à titre temporaire le 11/10/1915, lieutenant à titre temporaire le 10/08/1917 au 246ème régiment d'infanterie.

## Hommage
- En 1912 le conseil municipal de Caudry décida de créer un square portant son nom face à l'hôtel de ville. La fédération des syndicats de Caudry y édifia un monument à sa mémoire, inauguré le 25 juin 1911 par Jean Jaurès. Le monument, détruit en 1918 par les Allemands, fut remplacé par le monument aux morts et reconstruit sur la place Thiers, rebaptisée place Eugène-Fiévet. Le buste, à nouveau détruit par les Allemands au cours de la Seconde Guerre mondiale, fut reconstitué en 1947[2].

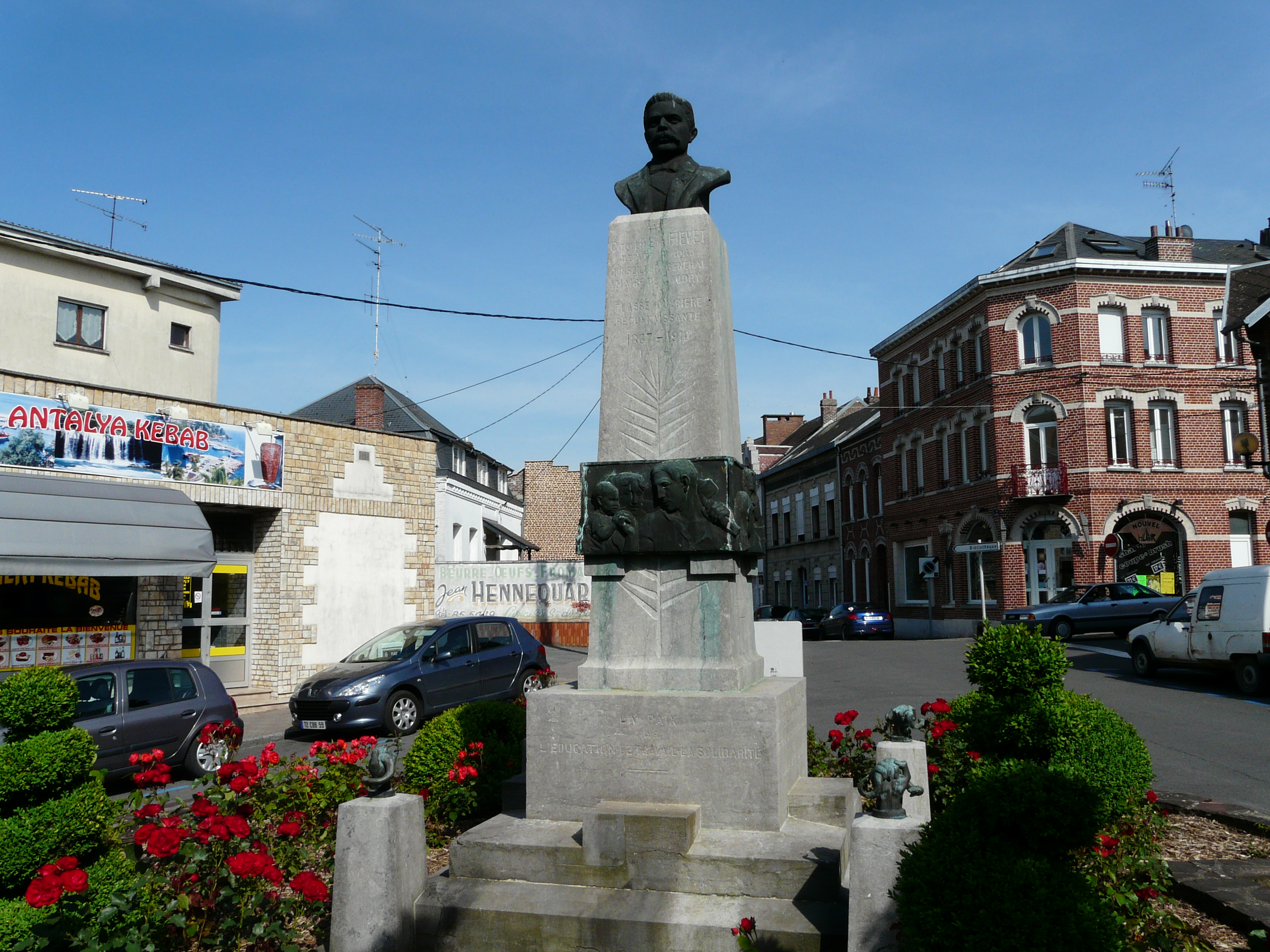
Buste d'Eugène Fiévet

## Sources
- « Eugène Fiévet », dans le Dictionnaire des parlementaires français (1889-1940), sous la direction de Jean Jolly, PUF, 1960 [détail de l’édition]